# 白銀台団地
白銀台団地（しろがねだいだんち）は、青森県八戸市白銀台地区にある住宅団地である。
| 町名         | 世帯数  | 人口    |
| 白銀台一丁目 | 151世帯 | 420人   |
| 白銀台三丁目 | 283世帯 | 668人   |
| 合計         | 434世帯 | 1,088人 |

## 概要
白銀台団地は、青森県八戸市にある郊外住宅団地である。八戸市中心市街地に位置する八戸市庁から白銀台団地までは、直線距離で東に約6キロのところに位置する。県営、市営住宅団地と、雇用促進住宅が立地している。
県営白銀台団地は白銀台一丁目に位置する、昭和44年度（1969年）から昭和46年度（1971年）に建設された団地である。建設当初は住宅戸数が県営住宅で全332戸あったが、1993年（平成5年）から2000年
（平成12年）まで二期にわたる、老朽化による建替えが行われ、住環境の改善と防火・耐震工事がされたため、現在は76戸である。
市営白銀台団地は、白銀台三丁目に位置する。団地は全部で9棟あり、122戸の耐火3階建てである。平成9年以降に建設されたものが多い。
また、雇用促進住宅は八戸市白銀台三丁目に立地している。1970年（昭和45年）に運用が開始され、団地の規模は、4棟、計160戸である。間取りは2KでRC造の4階建である。敷地面積は8,052.80平方メートル。延床面積 6,342.54平方メートルである。

## 建設当時の計画
- 敷地面積 27ha
- 戸数 700戸

## 県営白銀台住宅団地の概要
- 住所 八戸市白銀台一丁目6-1
- 運営開始日 1969年（昭和44年）
- 敷地面積 7,644平方メートル
- 用途地域 第1種低層住居専用地域 指定建ぺい率・容積率50％・80％
- 指定管理者を設置している

## 市営白銀台住宅団地
- 住所 白銀台三丁目
- 運営開始日 不明
- 敷地面積 不明
- 棟数 1～11（全9棟）
- 管理戸数 122戸
- 構造 耐火3階建て
- 指定管理者を設置している

## 雇用促進住宅（八戸市白銀）の概要
- 住所 八戸市白銀台三丁目9-2
- 運営開始日 1970年（昭和45年）
- 規模 4棟160戸
- 間取 2K
- 構造 RC造 4階建
- 敷地面積 8,052.80平方メートル
- 延床面積 6,342.54平方メートル
- 用途地域 第1種低層住居専用地域 指定建ぺい率・容積率50％・80％

## 教育
- 八戸市立白銀南小学校
- 八戸市立白銀南中学校

## 交通
八戸市営バスの「白銀台団地」、「白銀台郵便局前」、「白銀台西口」バス停が便利である。また、日中においては、南部バス（現：岩手県北バス）により岬台団地から「ラピアバスターミナル」及び「ピアドゥ・イトーヨーカドー前」を結ぶ路線も運行されている。

## 註
1. ↑  『住所毎男女世帯数リスト（八戸市調査）平成20年4月30日現在』による。
2. ↑  この数字は、一般の戸建て住宅も含む数字であり、団地内の居住者総数を表すものではない。

## 参考資料
- 住所毎男女世帯数リスト 平成20年 八戸市
- 県営住宅一覧 青森県
- 白銀台団地 八戸市HP
- 雇用促進住宅一覧表